# Speronara

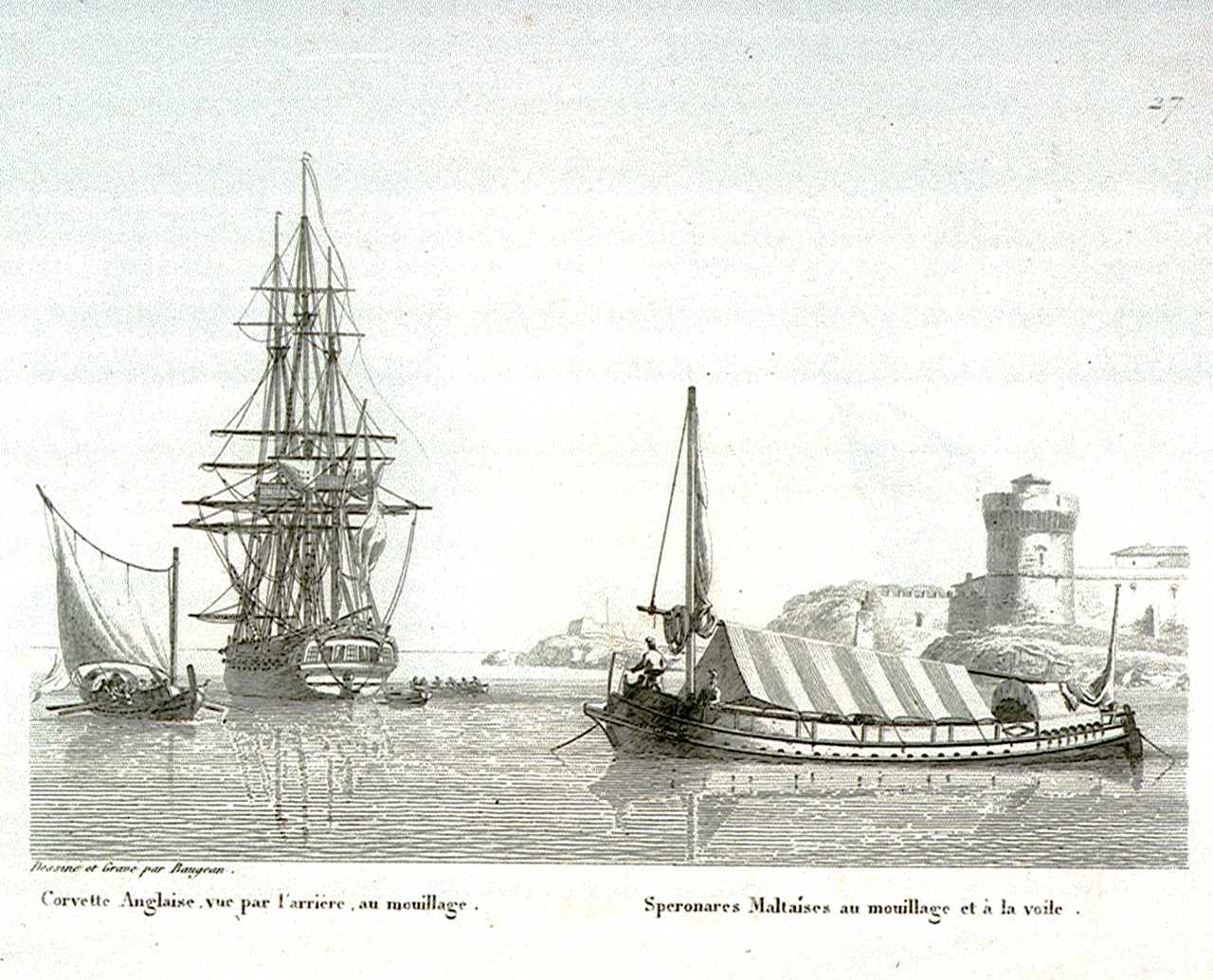
Vista posterior d'un sloop ancorat de l'Armada Reial britànica, i dues speronares malteses, una d'ancorada i una navegant a vela, Museu Marítim Nacional

Una speronara (italià: speronara; maltès: xprunara) era un tipus de petit vaixell mercant habilitat en el mar Mediterrani en els segles xviii i xix. Aquests vaixells no tenien coberta i tan sols arboraven un pal, sovint amb una vela llatina. Eren comuns en el comerç entre Malta i Sicília, encara que l'Armada francesa ocasionalment en construïa o els va adquirir, armant-los i utilitzant-los com a canoners. Les speronares de la classe Calypso i Nausicaa en foren exemples.

## Barques derivades
Encara que la seva mida és més reduïda, el que distingeix principalment la firilla com a derivada de la xprunara és la forma de la coberta: l'arrufament del tamburett tal-pruwa (coberta davantera) segueix la línia del francbord (tappiera), que s'aixeca cap a la proa amb un fort arrufament lateral de la coberta. La firilla va també aprofitar-se de la transformació de la vela amb botavara de la xprunara cap a la vela llatina.